# Гергард Клют
Гергард Клют (нім. Gerhard Kluth; 31 серпня 1918, Дрезден — 17 січня 1944, Атлантичний океан) — німецький офіцер-підводник, оберлейтенант-цур-зее крігсмаріне.

## Біографія
9 жовтня 1937 року вступив на флот. З 3 серпня 1943 року — командир підводного човна U-377, на якому здійсни 2 походи (разом 55 днів у морі). 17 січня 1944 року U-377 був потоплений у Північній Атлантиці південно-західніше Ірландії (49°39′ пн. ш. 20°10′ зх. д.) глибинними бомбами британських есмінця «Вандерер» і фрегата «Гленарм». Всі 52 члени екіпажу загинули.

## Звання
- Кандидат в офіцери (9 жовтня 1937)
- Морський кадет (28 червня 1938)
- Фенріх-цур-зее (1 квітня 1939)
- Оберфенріх-цур-зее (1 березня 1940)
- Лейтенант-цур-зее (1 травня 1940)
- Оберлейтенант-цур-зее (1 квітня 1942)